# Valdepeñas de Jaén
Valdepeñas de Jaén is een gemeente in de Spaanse provincie Jaén in de regio Andalusië met een oppervlakte van 184 km². Valdepeñas de Jaén telt 3.910 inwoners (1 januari 2016).

## Sport
Valdepeñas de Jaén was tot 2021 vier keer aankomstplaats van een etappe in de wielerkoers Ronde van Spanje. De finish in Valdepeñas de Jaén ligt na een steile weg van 0,9 km aan gemiddeld 9,1% met een maximale stijging van maar liefst 28% en leidt naar een hoogte van ongeveer 1000m.
De ritwinnaars in Valdepeñas de Jaén zijn:
- 2010:  Igor Antón
- 2011:  Joaquim Rodríguez
- 2013:  Daniel Moreno
- 2021:  Primož Roglič

## Afbeeldingen

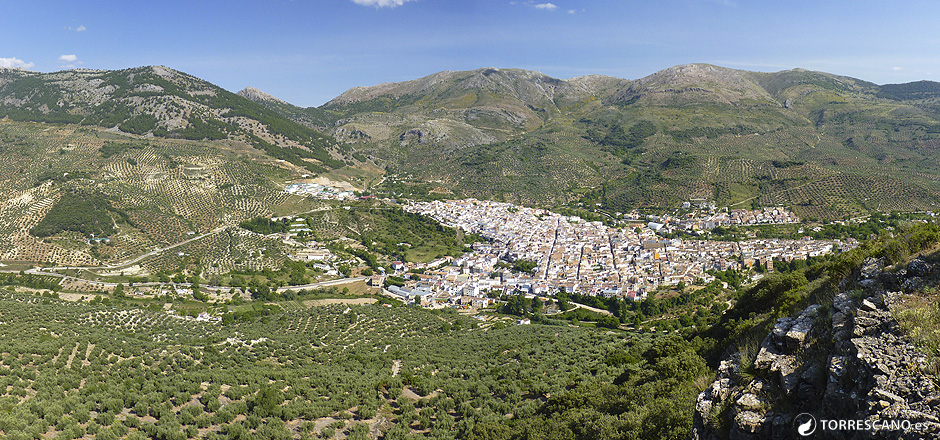
Valdepeñas de Jaén, Angel Torres
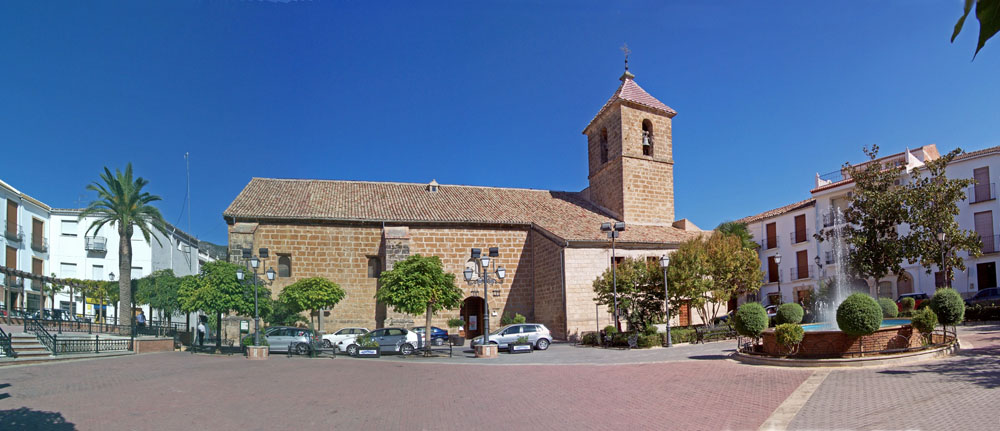
Parochiekerk en Plaza de la Constitución